# 李景林
李 景林（り けいりん）は、清末民初の軍人。北京政府、奉天派に属した。字は芳宸、芳岑。

## 事跡

### 奉天派における台頭
1907年（光緒33年）、保定北洋陸軍速成武備学堂を卒業し、禁衛軍の下級軍官に任命された。1911年（宣統3年）10月の武昌起義では清軍として革命派と戦う。
中華民国建国後の1912年（民国元年）、鮑貴卿に招聘されて黒竜江巡防隊の軍官に異動している。1914年（民国3年）、黒竜江暫編陸軍第1師参謀長に昇進した。1917年（民国6年）秋、第1師師長許蘭州に従い、奉天派に加わる。1918年（民国7年）、援陝奉軍司令部参議に任命された。
1919年（民国8年）1月、安徽派の四大金剛の一人・曲同豊率いる参戦軍第1師（7月に辺防軍第1師と改称）隷下の第1旅第1団団長に任ぜられ、翌1920年（民国9年）安直戦争に参戦したが、惨敗を喫し第1師は瓦解。師長の曲同豊は曹錕に投降し帰順したため、直隷派側に転じる。李は徐樹錚の軍を撃破する上で功があった。奉天に戻った李は、「疾行軍」と呼ばれる精鋭部隊を練成し、戦功をしばしば立てて張作霖から重用されるようになる。1921年（民国10年）、李は奉天陸軍第7混成旅旅長に就任した。
1922年（民国11年）4月からの第1次奉直戦争では、李景林は奉軍東路軍第3梯隊司令として参戦する。奉天派自体は敗北したものの、李は軍功をあげ、奉天陸軍第1師師長に昇進した。1924年（民国13年）9月からの第2次奉直戦争では、李は奉軍第2軍軍長に任命され、張宗昌を副軍長とした。李率いる第2軍は各地で直隷派の軍を撃破し、天津を攻略して、奉天派の勝利に貢献した。奉直戦争後の1925年（民国14年）1月、張作霖の推薦で直隷軍務督弁に就任する。6月には直隷省長を兼任した。

### 叛服常無し

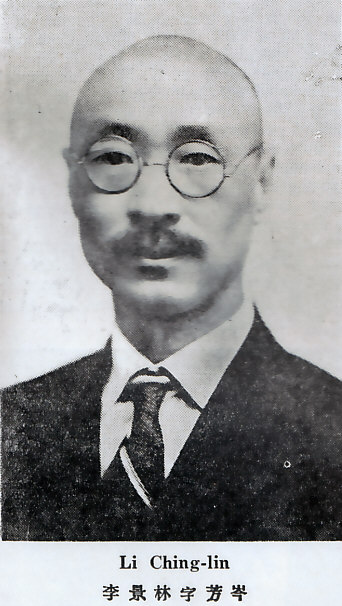
李景林別影（Who's Who in China 4th ed.,1931)

これ以後、李景林は張作霖からの自立を謀るようになる。同年11月に国民軍を率いる馮玉祥への攻撃を命じられると、郭松齢とともにこれを拒否した。13日、天津の高級将軍会議で李と第6師師長郭松齢は張学良に和平を提示し、同日から、張学良らとともに国民軍の鹿鍾麟、張樹声、劉汝賢らとの停戦交渉に乗り出した。張作霖も停戦に同意したため、李景林と郭松齢の斡旋の下、双方は11月15日、李景林の督弁公署にて和平協定を締結した。その間、ついには郭とともに馮と結び、張への叛旗を試みる。一時は、自軍を北方国民軍へと改編しようとした李だったが、次第に馮・郭が自分の地盤を奪おうとしているのではないかとの疑心を高める。結局、張の篭絡に応じて、馮・郭の討伐に転じた。
12月8日、李景林と馮玉祥の間で戦闘が開始され、馮配下の張之江率いる3個路が天津に迫った。李景林は日本やドイツの軍事顧問の指導で楊村（現武清区）に屈強な陣地を構築しており、10日～15日までの間に国民軍に死者4000人の損害を与え、16日に張之江を更迭せしめた。しかし、張の後任の李鳴鐘は19日の積雪に乗じて、白い羊の皮を被った擬装兵に陣地周辺で爆竹や花火を鳴らさせ攪乱する奇策を行って楊村を陥落させ、一気に国民軍が優勢となる。同月末に李は天津を放棄して、山東省の張宗昌を頼り、直魯聯軍を結成した。
一方、12月に漢口で再起した直隷派・呉佩孚は、直魯聯軍と結託し国民軍への反撃を開始しようとしていた。1926年（民国15年）1月、山東省出身で呉佩孚配下の靳雲鶚が寇英傑、劉鎮華とともに岳維峻率いる国民軍第2軍が支配する河南省を攻略することとなる（鄂豫戦争）と、23日、李は張宗昌とともに山東省泰安の桑梓店で靳雲鶚と同盟を交わし、河南省攻略のための軍事費30万元を提供した。2月、李も国民軍への反撃を開始したが、国民軍の前にまたしても劣勢となり、自軍のほとんどを喪失した。それでも日本軍や張学良率いる奉軍の支援のおかげで、3月下旬に国民軍は天津から撤退した。
天津の戦いで李景林の活動は振るわなかったが、それでも張作霖の下で雌伏することを望まなかった。そして孫伝芳・馮玉祥・靳雲鶚（直隷派）と結んで叛旗を翻そうと謀るに至る。しかし事前に発覚し、6月に奉軍の張学良や褚玉璞に制圧されてしまい、李は下野した。
同年9月、中国国民党の北伐に対抗しようと、李景林は孫伝芳と会い、北京政府側の各派による大連合の結成を進言したが、孫はそれを拒否した。1927年（民国16年）3月、北伐軍が優勢となるのを見ると、李は今度は国民党に加わろうとしたが、その途上の4月に褚玉璞に逮捕されてしまう。しかし日本の仲介で李は釈放され、日本を経由して南京入りし、蔣介石から直魯軍招撫使に任命された。もっとも、北伐の過程における李の活動は振るわないものであった。

### 晩年
1928年（民国17年）4月、李景林は国民政府軍事委員会委員に任命される。後に国術研究館副館長に任命された。1931年（民国20年）1月、山東省政府主席韓復榘に招聘され、済南に逗留した。
同年11月13日、李景林は済南で死去した。享年47（満46歳）。

## 注
1. ↑  『棗強県志』による。このほか、1931年12月3日説、1932年説もある。
2. ↑  张学继 (2011). 张作霖幕府与幕僚. 浙江文艺出版社. p. 328
3. ↑  “一代“福将”大节无亏（图）”.   天津市和平区图书馆. 2020年7月18日時点のオリジナルよりアーカイブ。2020年7月18日閲覧。
4. ↑  中國第二歷史檔案館 編 (2012). 蔣介石年譜（1887～1926）. 九州出版社. p. 384
5. ↑  唐錫彤,劉曉煥,吳德運 (2015). 品讀吳佩孚. 元華文創股份有限公司. p. 158